# بولسواویتسه (استان پومرانی)
بولسواویتسه (به لهستانی:  Bolesławice) یک روستا در لهستان است که در گمینا کوبلنگتسا واقع شده‌است. بولسواویتسه ۲۶۰ نفر جمعیت دارد.